# عملاق الفأس: غضب بول بونيان
عملاق الفأس: غضب بول بونيان (بالإنجليزية: Axe Giant: The Wrath of Paul Bunyan)‏ هو فيلم رعب تم إنتاجه في الولايات المتحدة وصدر سنة 2013.

## القصة
يكتشف الشباب في معسكر تدريبي للمجرمين لأول مرة أن أسطورة الحطاب العملاق بول بنيان حقيقية، لكنها أكثر رعبًا مما كانوا يتخيلون.

## وصلات خارجية
عملاق الفأس: غضب بول بونيان على موقع IMDb (الإنجليزية)
- عملاق الفأس: غضب بول بونيان على موقع روتن توميتوز (الإنجليزية)
- عملاق الفأس: غضب بول بونيان على موقع نتفليكس (الإنجليزية)
- عملاق الفأس: غضب بول بونيان على موقع Turner Classic Movies (الإنجليزية)
- عملاق الفأس: غضب بول بونيان على موقع بوكس أوفيس موجو (الإنجليزية)
- عملاق الفأس: غضب بول بونيان على موقع قاعدة بيانات الفيلم (الإنجليزية)
- عملاق الفأس: غضب بول بونيان على موقع ليتربوكسد (الإنجليزية)
- عملاق الفأس: غضب بول بونيان على موقع كينوبويسك (الروسية)